# Françoise Dupuis
 (juillet 2021).
La mise en forme du texte ne suit pas les recommandations de Wikipédia : il faut le « wikifier ».
Les points d'amélioration suivants sont les cas les plus fréquents. Le détail des points à revoir est peut-être précisé sur la page de discussion.
- Les titres sont pré-formatés par le logiciel. Ils ne sont ni en capitales, ni en gras.
- Le texte ne doit pas être écrit en capitales (les noms de famille non plus), ni en gras, ni en italique, ni en « petit »…
- Le gras n'est utilisé que pour surligner le titre de l'article dans l'introduction, une seule fois.
- L'italique est rarement utilisé : mots en langue étrangère, titres d'œuvres, noms de bateaux, etc.
- Les citations ne sont pas en italique mais en corps de texte normal. Elles sont entourées par des guillemets français : « et ».
- Les listes à puces sont à éviter, des paragraphes rédigés étant largement préférés. Les tableaux sont à réserver à la présentation de données structurées (résultats, etc.).
- Les appels de note de bas de page (petits chiffres en exposant, introduits par l'outil «  Source ») sont à placer entre la fin de phrase et le point final[comme ça].
- Les liens internes (vers d'autres articles de Wikipédia) sont à choisir avec parcimonie. Créez des liens vers des articles approfondissant le sujet. Les termes génériques sans rapport avec le sujet sont à éviter, ainsi que les répétitions de liens vers un même terme.
- Les liens externes sont à placer uniquement dans une section « Liens externes », à la fin de l'article. Ces liens sont à choisir avec parcimonie suivant les règles définies. Si un lien sert de source à l'article, son insertion dans le texte est à faire par les notes de bas de page.
- La présentation des références doit suivre les conventions bibliographiques. Il est recommandé d'utiliser les modèles {{Ouvrage}}, {{Chapitre}}, {{Article}}, {{Lien web}} et/ou {{Bibliographie}}. Le mode d'édition visuel peut mettre en forme automatiquement les références.
- Insérer une infobox (cadre d'informations à droite) n'est pas obligatoire pour parachever la mise en page.

Pour une aide détaillée, merci de consulter Aide:Wikification.
Si vous pensez que ces points ont été résolus, vous pouvez retirer ce bandeau et améliorer la mise en forme d'un autre article.
Françoise Dupuis, née le 18 juillet 1949 à Uccle, est une femme politique belge sous la bannière du Parti socialiste et conseillère communale à Uccle. Elle a présidé le Parlement de la Région de Bruxelles-Capitale de 2009 à 2014.
Elle est l'ex-épouse de l'homme politique Philippe Moureaux, et mère de la bourgmestre de Molenbeek-Saint-Jean Catherine Moureaux.

## Biographie

### Formation
Détentrice d'une Licence et d'un Master en philosophie et lettres (philologie germanique), elle exerce la profession de professeur de langues germaniques de 1971 à 1984[Où ?].

### Carrière politique
Par la suite, après avoir rejoint le Parti socialiste, lui est conféré le poste de chargée de mission. Elle occupe alors le poste de coordinatrice nationale pour l'application des Directives européennes sur la libre circulation des diplômes de 1988 à 1994.
Depuis 1982, elle est conseillère communale à Uccle depuis 1982, puis échevine des Affaires sociales d'Uccle de 1988 à 1994
Françoise Dupuis est présidente du Conseil Provincial du Brabant de 1991 à 1994, puis Préfète des Études à la Ville de Bruxelles depuis 1994. De 1995 à 2014, elle est députée bruxelloise.
Elle est chef du Groupe socialiste au Conseil de la Région de Bruxelles-Capitale de 1997 à 1999.
Elle est membre du Parlement de la Communauté française, Présidente de la Commission des Finances, du Budget et des Affaires générales et membre de la Commission de l'Enseignement supérieur de 1995 à 1999.
Elle est présidente de la Commission des Zones d'Éducation prioritaires de 1989 à 1999.
De 1995 à 1999, elle est administratrice à la Société du Logement de la Région bruxelloise.
Au sein du parti socialiste, Françoise Dupuis est membre du Bureau de la Fédération bruxelloise du PS, membre du bureau du PS et présidente de la Commission PS Enseignement de 1995 à 1999.
Elle est Ministre de l'Enseignement supérieur et de la Recherche scientifique de 1999 à 2004.
Elle est Secrétaire d'État à la Région de Bruxelles-Capitale, chargée du Logement et de l'Urbanisme (2004-2009).
Elle est Ministre, Membre du Collège de la COCOF, chargée de la Formation professionnelle, de l'Enseignement, de la Culture, des Relations internationales et du Transport scolaire (2004-2009).
Elle est Présidente du Parlement de la Région de Bruxelles-Capitale de 2009 à 2014.

## Décorations
- Grand officier de l'ordre de Léopold (26 mai 2014)[3]